# Niedźwiady (Czachulec Stary)
Niedźwiady – nieoficjalna części wsi Czachulec Stary w Polsce położona w województwie wielkopolskim, w powiecie tureckim, w gminie Malanów.

## Historia
Słownik Geograficzny Królestwa Polskiego zawiera jedynie krótką informację mówiącą, że w XIX wieku była to kolonia w gminie Skarżyn, parafii Przespolew, położona 15,5 wiorsty (około 16,5 km od Turku). Na terenie kolonii istniało osiem domów.
Podczas II wojny światowej, w latach 1941–1942 Niedźwiady były częścią getta wiejskiego Czachulec.
W latach 1975–1998 miejscowość należała administracyjnie do województwa konińskiego.